# Wadowice Dolne
Wadowice Dolne – wieś w Polsce położona w województwie podkarpackim, w powiecie mieleckim, w gminie Wadowice Górne.
| SIMC    | Nazwa       | Rodzaj    |
| ------- | ----------- | --------- |
| 0835012 | Apolinary   | część wsi |
| 0835029 | Dożywocie   | część wsi |
| 0835035 | Kopacz      | część wsi |
| 0835041 | Kopaniny    | część wsi |
| 0835058 | Łąki        | część wsi |
| 0835064 | Podkościele | część wsi |
| 0835070 | Wałek       | część wsi |
| 0835087 | Zarzecze    | część wsi |
| 0835093 | Żdżoga      | część wsi |

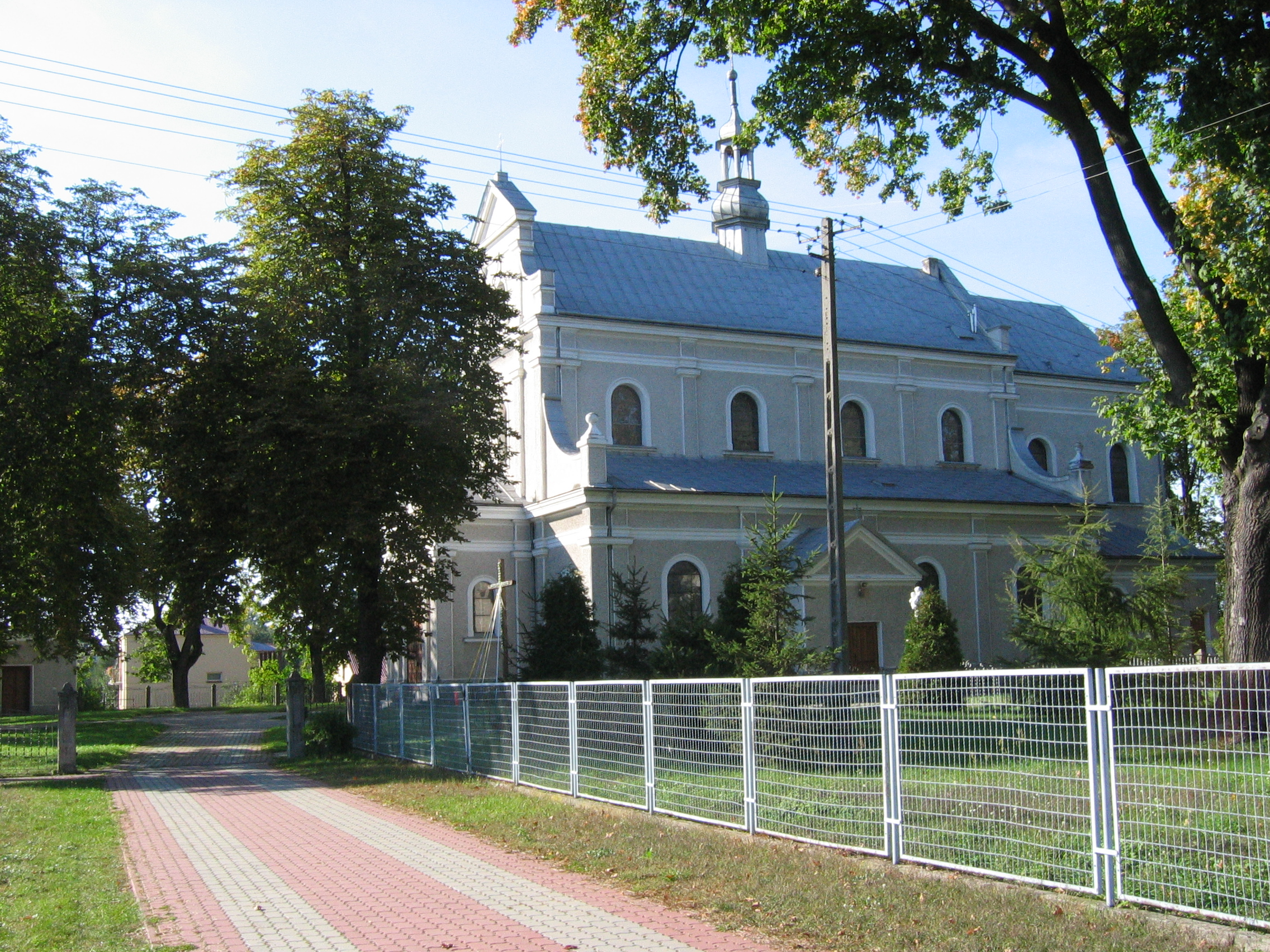
Kościół św. Franciszka z Asyżu

Miejscowość jest siedzibą rzymskokatolickiej parafii św. Franciszka z Asyżu należącej do dekanatu Radomyśl Wielki
W latach 1975–1998 miejscowość administracyjnie należała do województwa tarnowskiego.